# Hãn quốc Sibir
Hãn quốc Sibir, là một nhà nước của người Đột Quyết nằm ở miền tây Siberia. Trong suốt lịch sử tồn tại của hãn quốc, ngôi vị hãn thường xuyên là vấn đề tranh chấp giữa các thành viên thuộc dòng dõi Shiban (Tích Ban) và các thành viên thuộc dòng dõi Taibuga, song cả hai đều là hậu duệ trực tiếp theo phụ hệ của Thành Cát Tư Hãn thông qua người con trai cả là Truật Xích và người con trai thứ năm là Tích Ban. Lãnh thổ Hãn quốc Sibir từng là một bộ phận của đế quốc Mông Cổ, Bạch Trướng hãn quốc và Kim Trướng hãn quốc.
Hãn quốc Sibir là một đất nước đa sắc tộc, bao gồm người Tatar Siberi, Khanty, Mansi, Nenets và Selkup. Hãn quốc Sibir là nhà nước Hồi giáo xa nhất về phía bắc được ghi chép trong lịch sử. Đây cũng là nhà nước Đột Quyết cực bắc thứ nhì sau Yakut.
Hãn quốc Sibir bị Ermac Timofeyevich chinh phục vào năm 1582, và cũng là sự khởi đầu của tiến trình người Nga chinh phục Sibir.

## Tầng lớp quý tộc của Hãn quốc
Hãn quốc Sibir do các Mirza quản lý, họ có nguồn gốc từ các bộ lạc Đột Quyết khác nhau. Các lãnh địa của Mirza được tổ chức một cách lỏng lẻo, và đều nằm dưới thẩm quyền trên danh nghĩa của Hãn Chimgi-Tura và Qashliq. Các Mirza cũng lãnh đạo các chiến binh của hãn quốc Sibir trong trận chiến và mang lòng trung thành trên danh nghĩa với Hãn Chimgi-Tura và Qashliq.

## Văn hóa
Hồi giáo là quốc giáo của Hãn quốc Sibir, Hãn Chimgi-Tura và Qashliq theo tôn giáo này. Các nhà thờ lớn Hồi giáo, các cung điện và những bức tường kiên cố được xây dựng tại cả Chimgi-Tura và Qashliq.
Các lãnh tụ Imam và Mufti của Hãn quốc Sibir còn có một số ảnh hưởng đối với vùng Kazan lân cận và thậm chí là đến cả Samarqand. Hãn quốc Sibir là nhà nước Hồi giáo xa nhất về phía bắc được ghi nhận trong lịch sử, lãnh thổ của nó thậm chí còn bao gồm vùng bờ biển của Bắc Băng Dương.

## Lịch sử

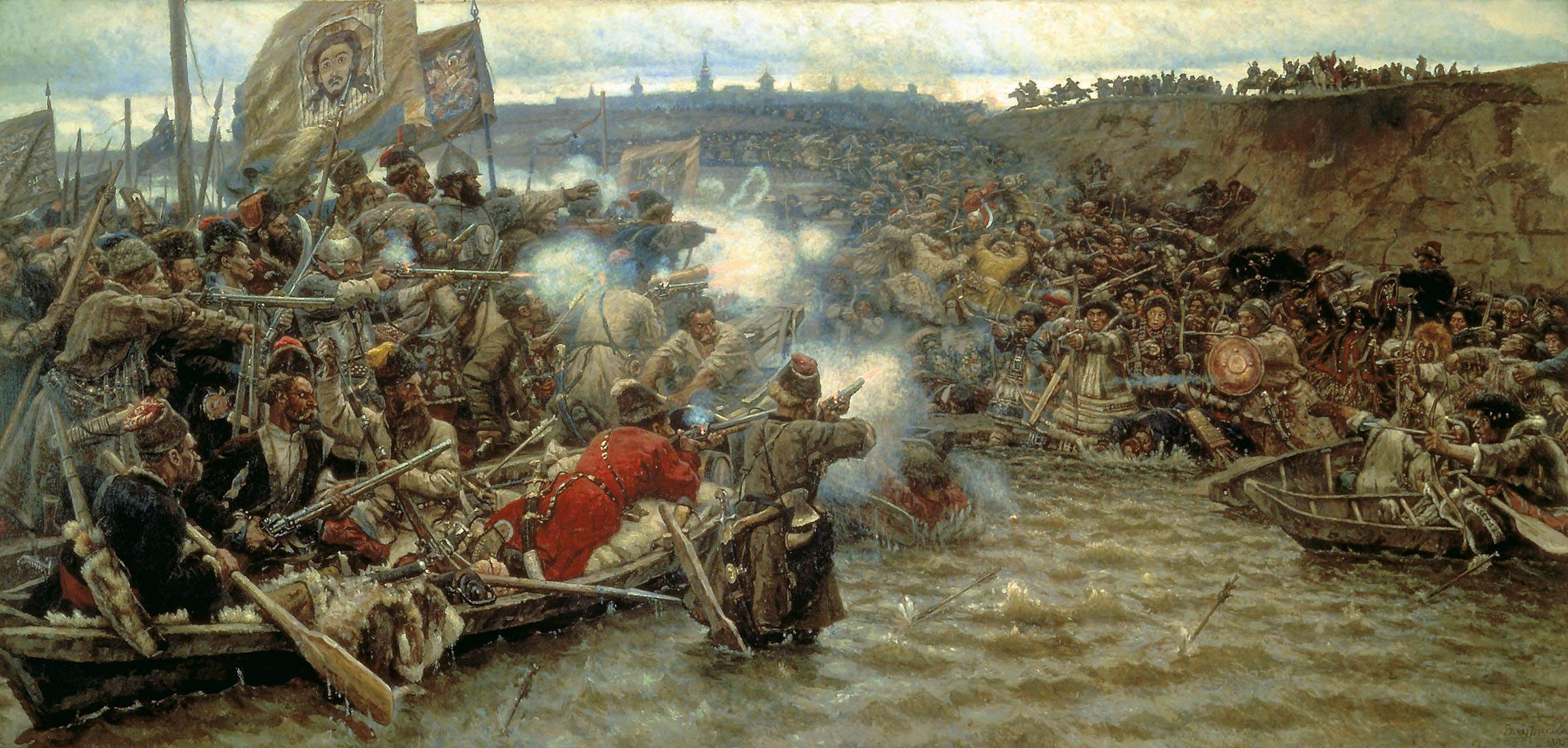
Người Nga chinh phục Hãn quốc Sibir

Hãn quốc Sibir được thành lập vào thế kỷ 15, vào một thời điểm khi dòng dõi hậu duệ của Truật Xích nói chung đang ở trong trạng thái suy sụp. Thủ đô ban đầu của các hãn là Chimgi-Tura. Hãn đầu tiên là Taibuga, song người này không phái là một thành viên của nhà Bác Nhĩ Tể Cát Đặc (Borjigin, gồm những hậu duệ của Thành Cát Tư Hãn). Kế vị Taibuaga là một người con trai tên là Khoja hay Hoca, và một người con trai của Khoja tên là Mar sau đó lại kế vị cha.
Nhà Taibuga kiểm soát thực tế đối với khu vực giữa sông Tobol và trung lưu sông Irtysh. Dòng Tích Ban, tức các hậu duệ của Truật Xích, thường xuyên tuyên bố rằng khu vực đó là của họ. Ibak Khan, một thành viên của một nhánh cất bậc thấp của nhà Tích Ban, đã giết chết Mar và đoạt lấy Chimgi-Tura. Nhà Taibuga lại phục hồi khi cháu nội của Mar là Muhammad chạy trốn đến các lãnh thổ phía đông xung quanh sông Irtysh và giết chết Ibak trong một trận chiến vào năm 1493. Muhammad đã quyết định không tiếp tục ở tại Chimgi-Tura, mà chọn một thủ đô mới tên là Iskar (hay Sibir) nằm ven sông Irtysh.
Người Nga chinh phục Kazan vào năm 1552 đã thúc đẩy vị hãn thuộc nhà Taibuga tên là Yadigar tìm kiếm mối quan hệ thân thiện với Moskva. Tuy nhiên, Yadigar, đã bị một thành viên của nhà Tích Ban thay thế, người này là một cháu nội của Ibak tên là Kuchum. Nhiều năm giao tranh (1556–1563) đã kết thúc với cái chết của Yadigar và Kuchum trở thành hãn.

### Chinh phục Sibir
Kuchum đã nỗ lực để cải đạo người Tatar Siberia (hầu hết theo Shaman giáo) sang Hồi giáo. Quyết định của ông về việc tiến hành một cuộc đột kích vào các trạm thương mại của gia đình Stroganov đã dẫn đến một cuộc chinh phạt do một người Cossack tên Ermac Timofeyevich tiến hành nhằm chống lại Hãn quốc Sibir. Quân của Kuchum đã bị Ermac đánh bại trong trận Mũi Chuvash vào năm 1582 và người Cossack đã tiến vào Iskar cùng năm đó. Kuchum tái tổ chức quân đội, giết chết Ermac trong trận chiến vào năm 1584, và tái khẳng định quyền lực của mình đối với Sibir. Tuy nhiên, 14 năm sau đó, người Nga đã dần dần chinh phục Hãn quốc. Năm 1598, Kuchum bị đánh bại bên bờ sông Obi và buộc phải chạy trốn đến lãnh thổ của hãn quốc Nogai.

## Danh sách hãn
Nhà Taibuga: 
1. On
2. Taibugha
3. Khoja
4. Mar (Ibak giết)
5. Obder (có lẽ chết khi bị Ibak giam cầm)
6. Makhmet/Mamuq (Ibak giết)
7. Abalak (con trai của Obder)
8. Aguish
9. Kasim (con trai của Makhmet)
10. Yadiger (Kuchum giết)
11. Bekbulat (anh/em của Yadiger và có thể là đồng nhiếp chính)
12. Seid Akhmat (tái chiếm Sibir sau cái chết của Ermac, bị người Nga bắt vào năm 1588).

Nhà Tích Ban:
1. Ibak Khan
2. Murtaza Khan
3. Kuchum Khan

- Ali ibn Kuchum (cố tái chiếm Sibir sau cái chết của Ermac),
- Ishim (Asim?) ibn Kuchum (kết hôn với một người Kalmyk & và định cư tại lãnh thổ của vợ vào năm 1620)